# Марляй
Марля́й (рос. Марляй, ерз. Марляй) — селище у складі Зубово-Полянського району Мордовії, Росія. Входить до складу Старобадіковського сільського поселення.
Населення — 4 особи (2010; 14 у 2002).
Національний склад станом на 2002 рік:
- мокшани — 100 %